# Два доллара США
Два доллара США — банкнота США. На лицевой стороне банкноты юбилейного выпуска 1976 года изображён Томас Джефферсон, на обратной — репродукция картины Джона Трамбулла «Декларация независимости».
В 1928, 1953 и 1963 году банкноты малого размера печатались с портретом Т. Джефферсона и с изображением виллы Монтичело, построенной по собственному проекту Джефферсона.
Производство этих купюр было прекращено в 1966 году, однако спустя 10 лет к празднованию двухсотлетия независимости США восстановлено, с новым дизайном оборотной стороны. Объяснение этому может состоять в том, что 200 лет подписания Декларации независимости США ассоциируется с 200 центами, то есть, с двумя долларами. Так появилась «юбилейная» банкнота номиналом в два доллара США, сразу ставшая объектом коллекционирования.
В наши дни новые экземпляры практически не создаются (около 1 % всех выпущенных банкнот), соответственно её редко можно увидеть в использовании. Это породило миф о том, что двухдолларовые купюры вывели из оборота.
Редкость можно объяснить тем, что выпуск 1976 года был необычно воспринят населением (и даже стал предметом коллекционирования) и не был востребован в денежных операциях. К августу 1996 года, когда выпустили новую серию, эти банкноты уже почти исчезли.
С использованием дизайна «юбилейной» банкноты номиналом в два доллара печатались также банкноты в 1995, 2003, 2009, 2013, 2017 году.

## Галерея

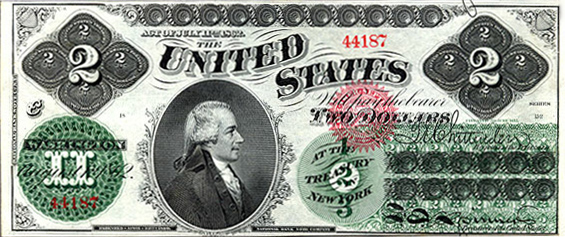
2 доллара 1862 года
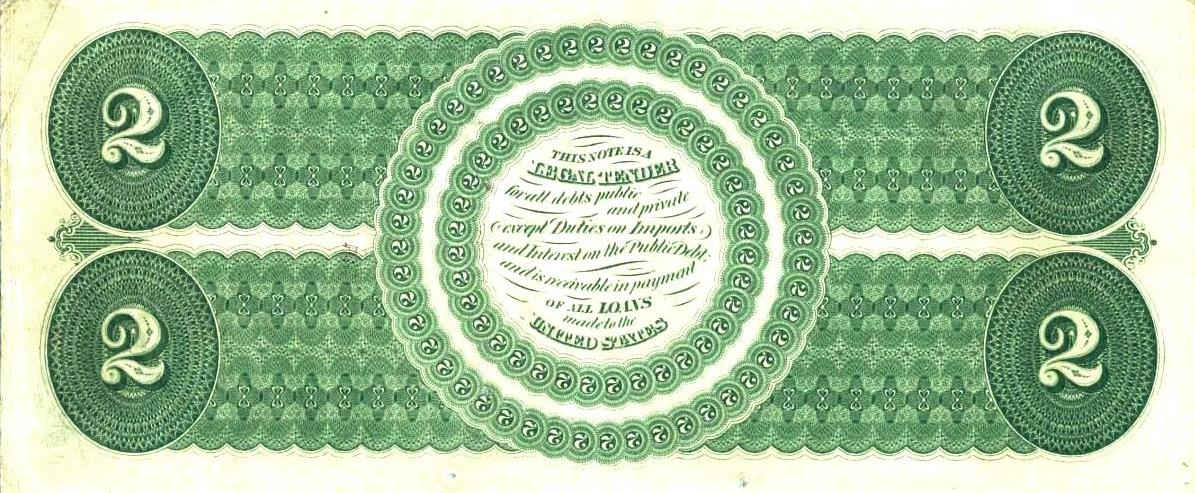
2 доллара 1862 года (реверс)
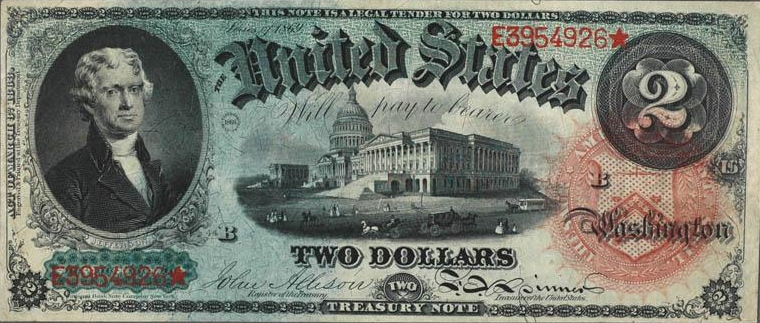
2 доллара 1869 года
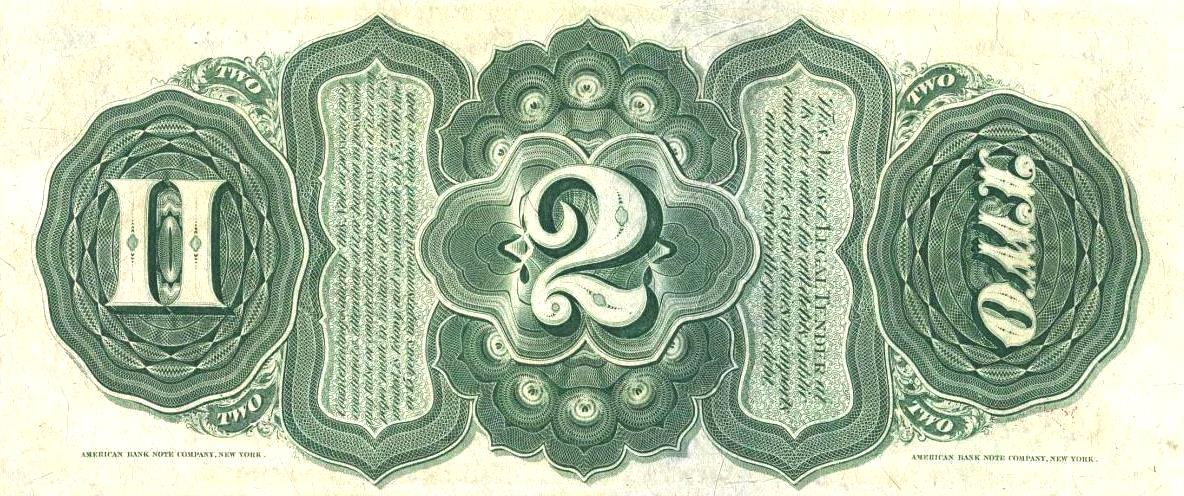
2 доллара 1869 года (реверс)
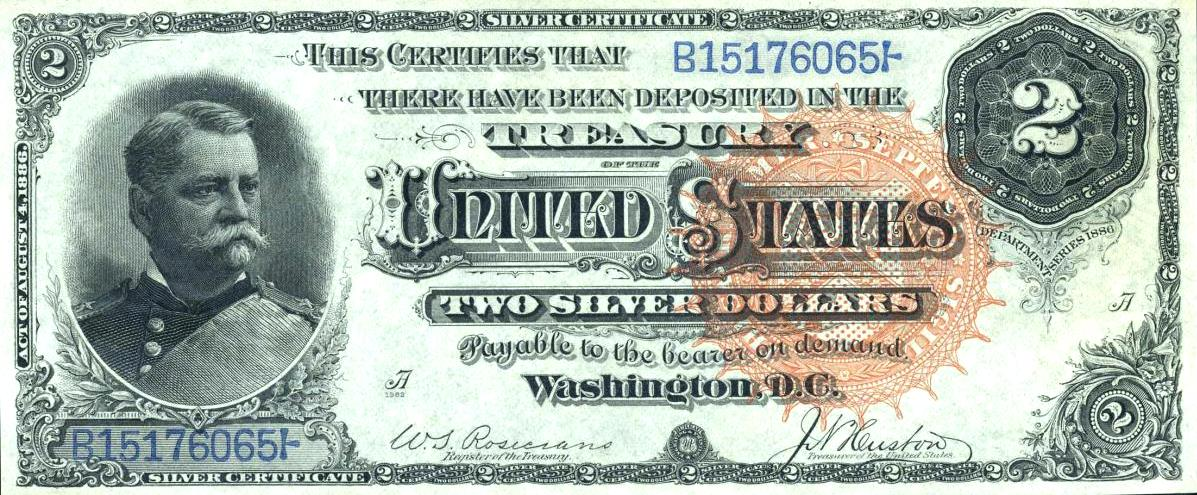
2 доллара 1886 года
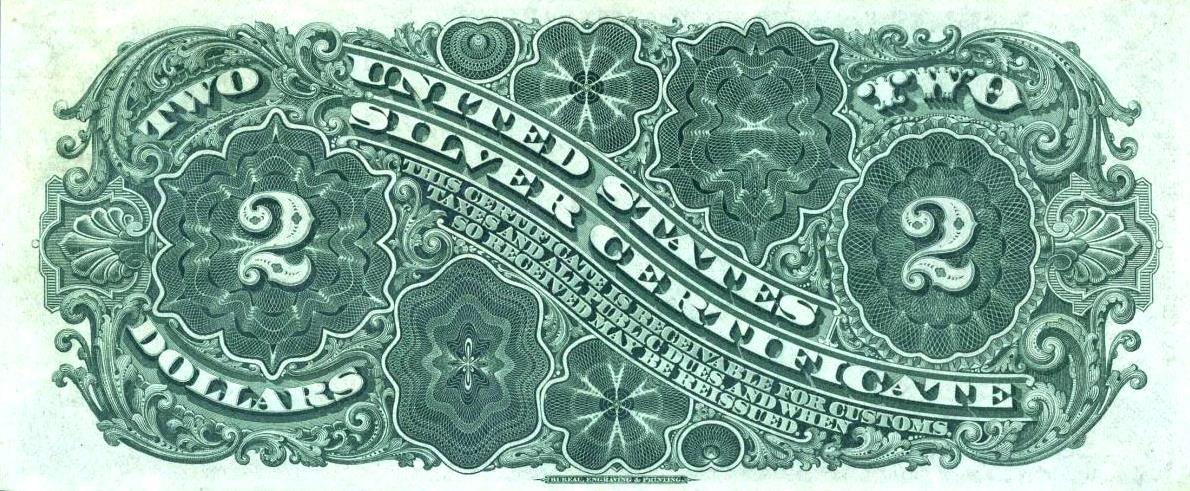
2 доллара 1886 года (реверс)
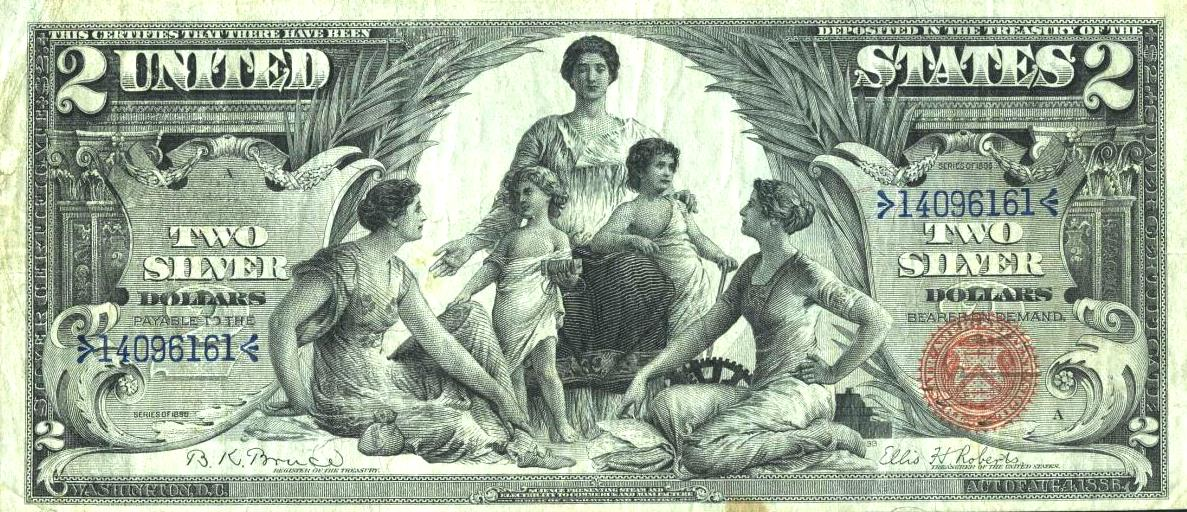
2 доллара 1896 года
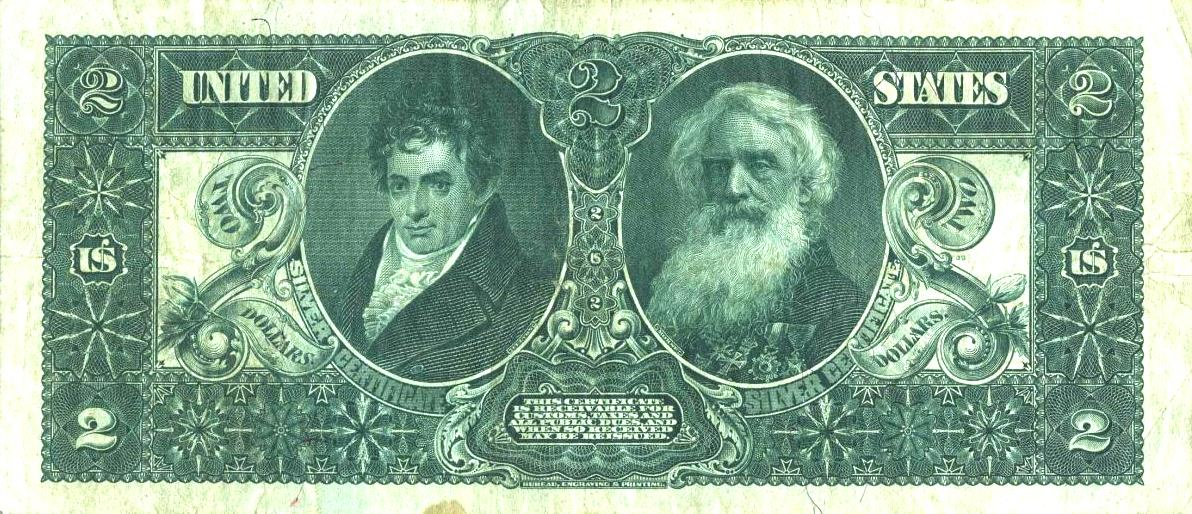
2 доллара 1896 года (реверс)
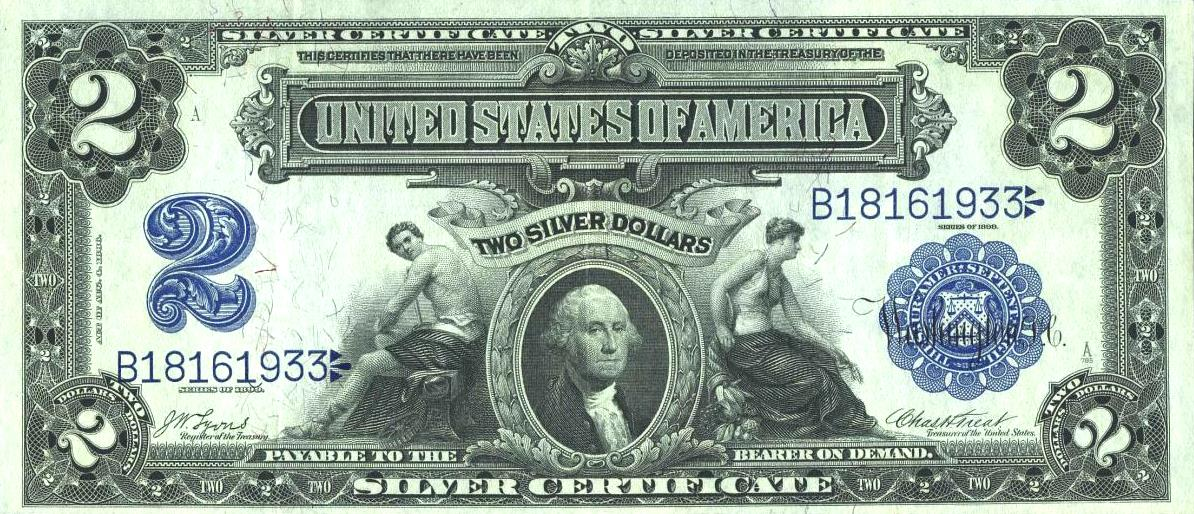
2 доллара 1899 года
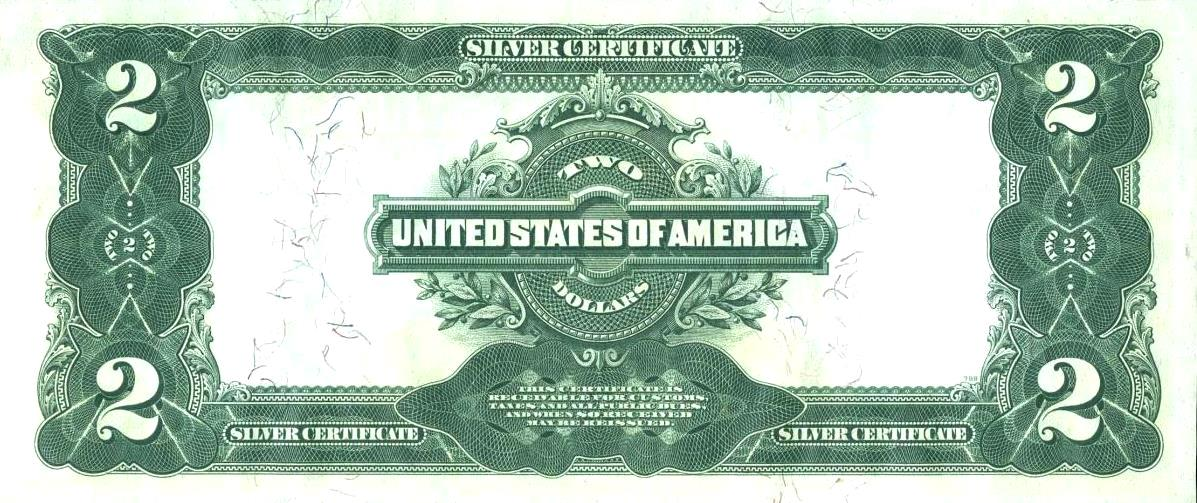
2 доллара 1899 года (реверс)
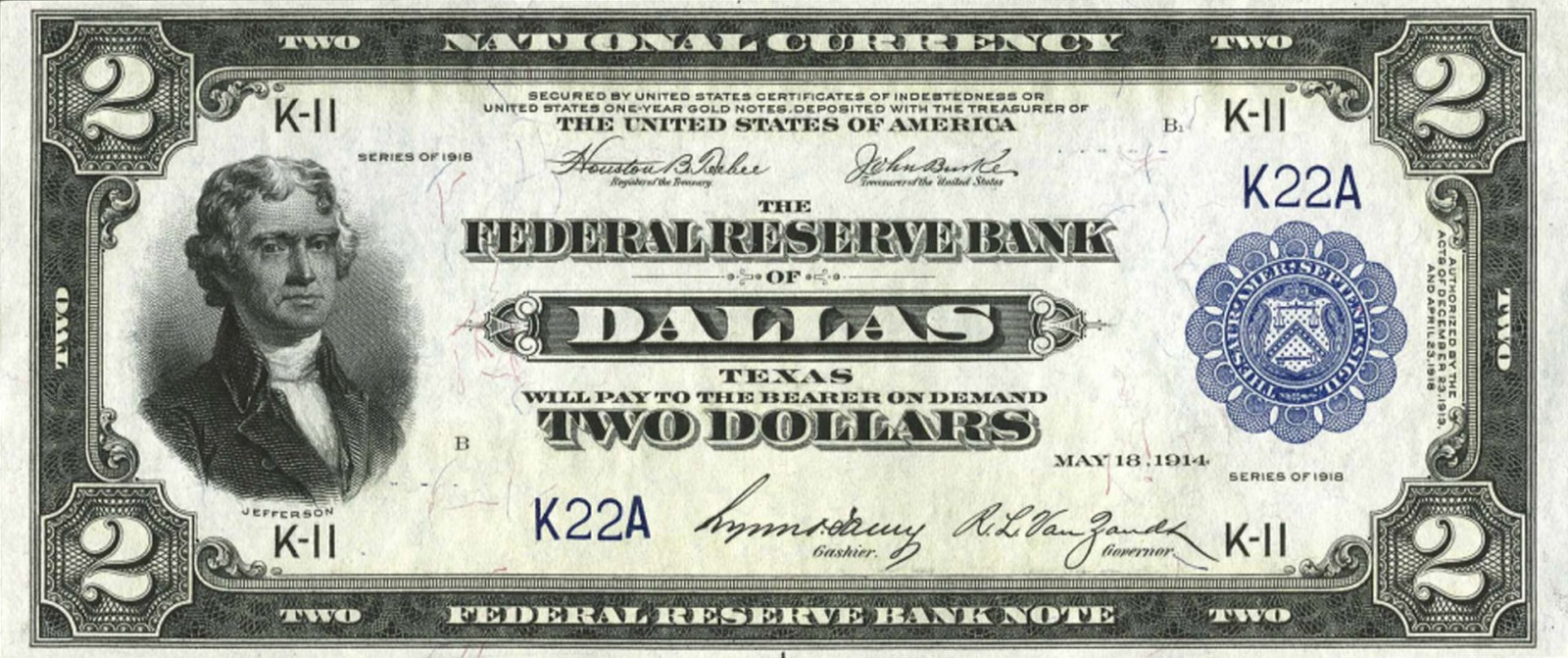
2 доллара 1918 года
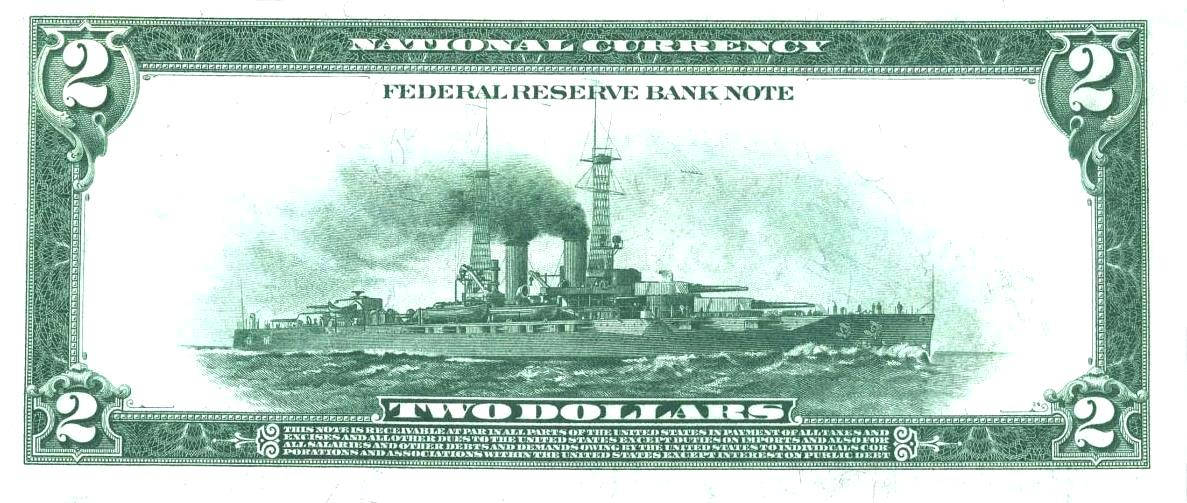
2 доллара 1918 года (реверс)
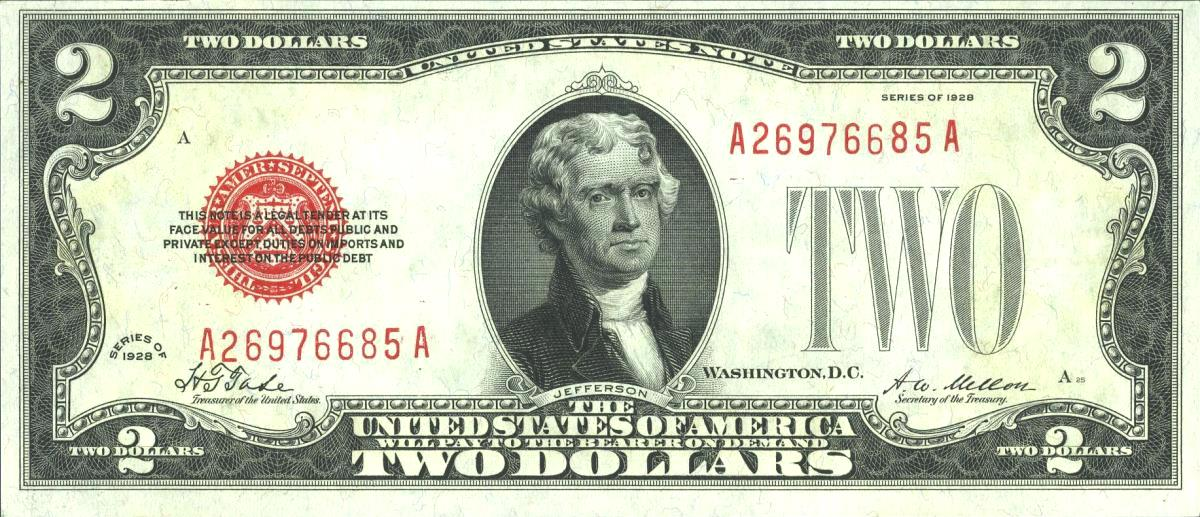
2 доллара 1928 года
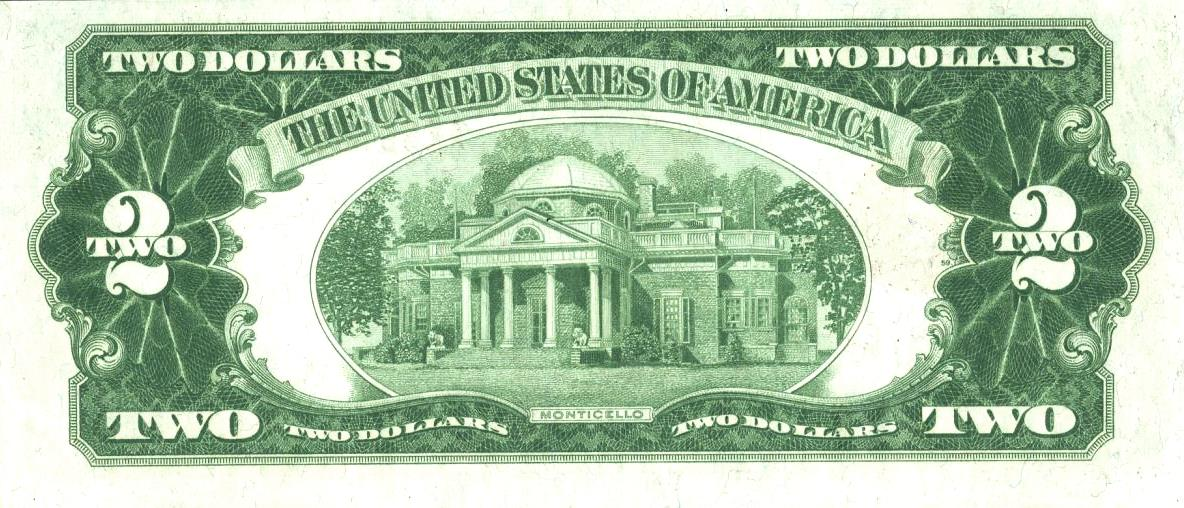
2 доллара 1928 года (реверс)
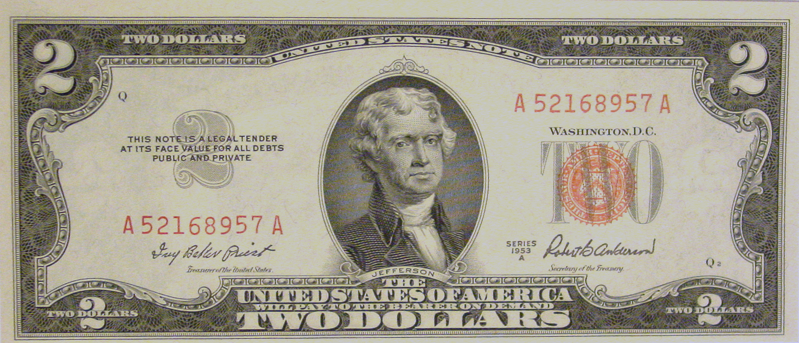
2 доллара 1953 года
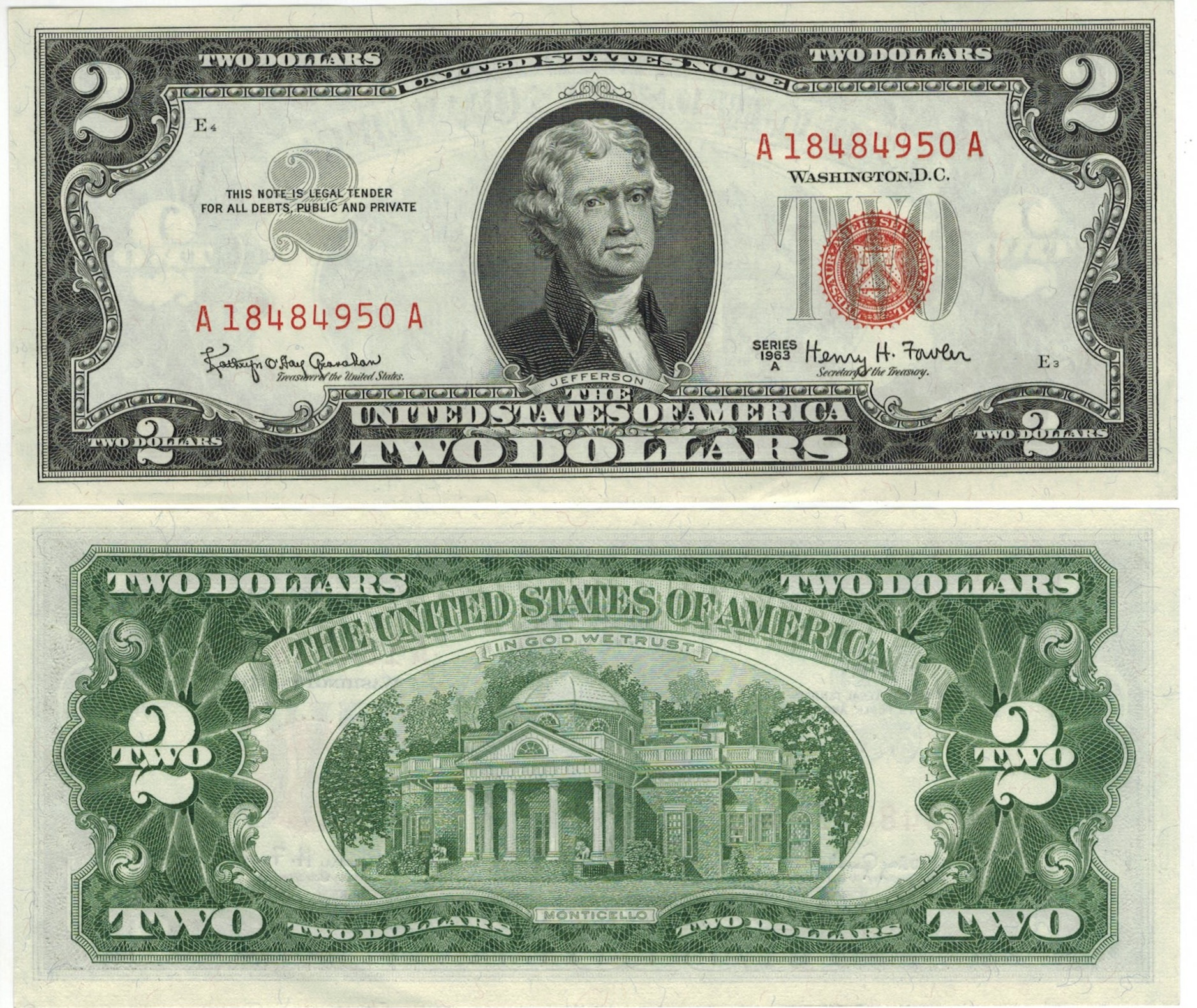
2 доллара 1963 года
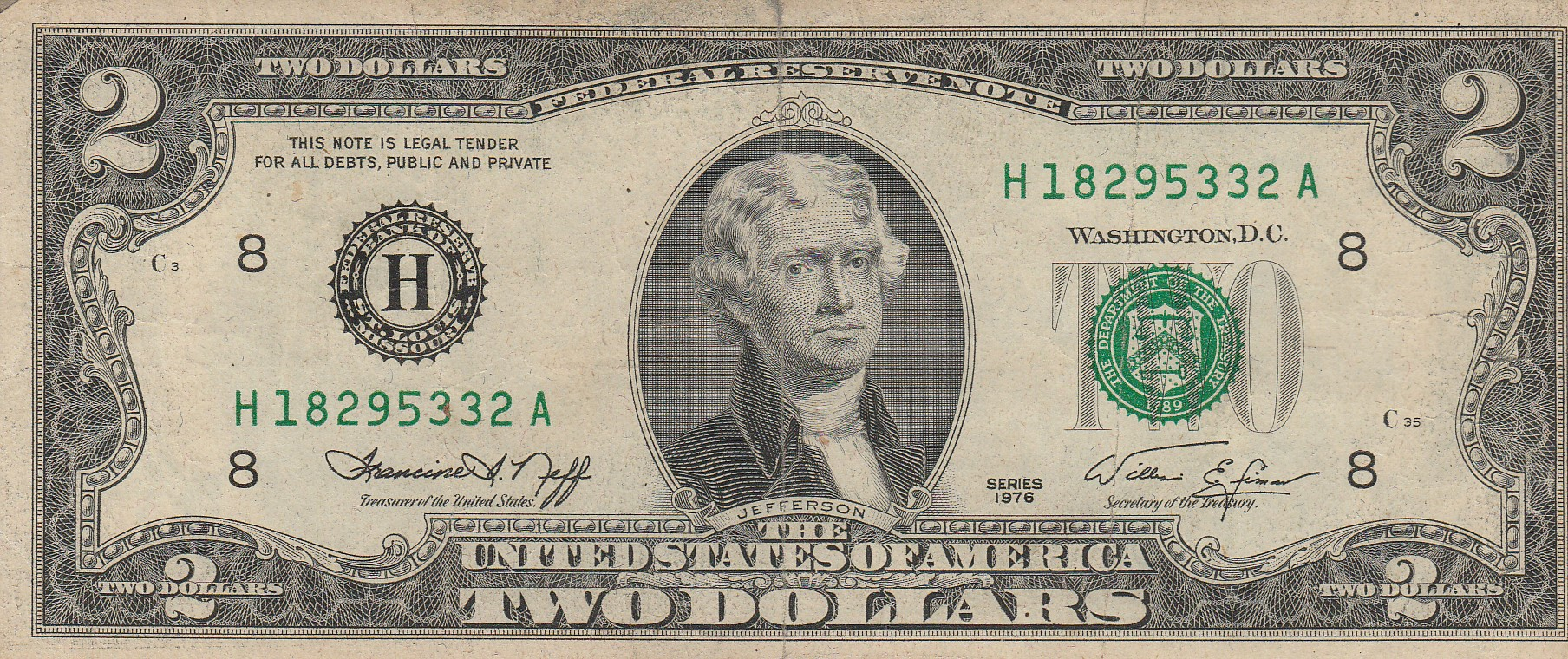
2 доллара 1976 года
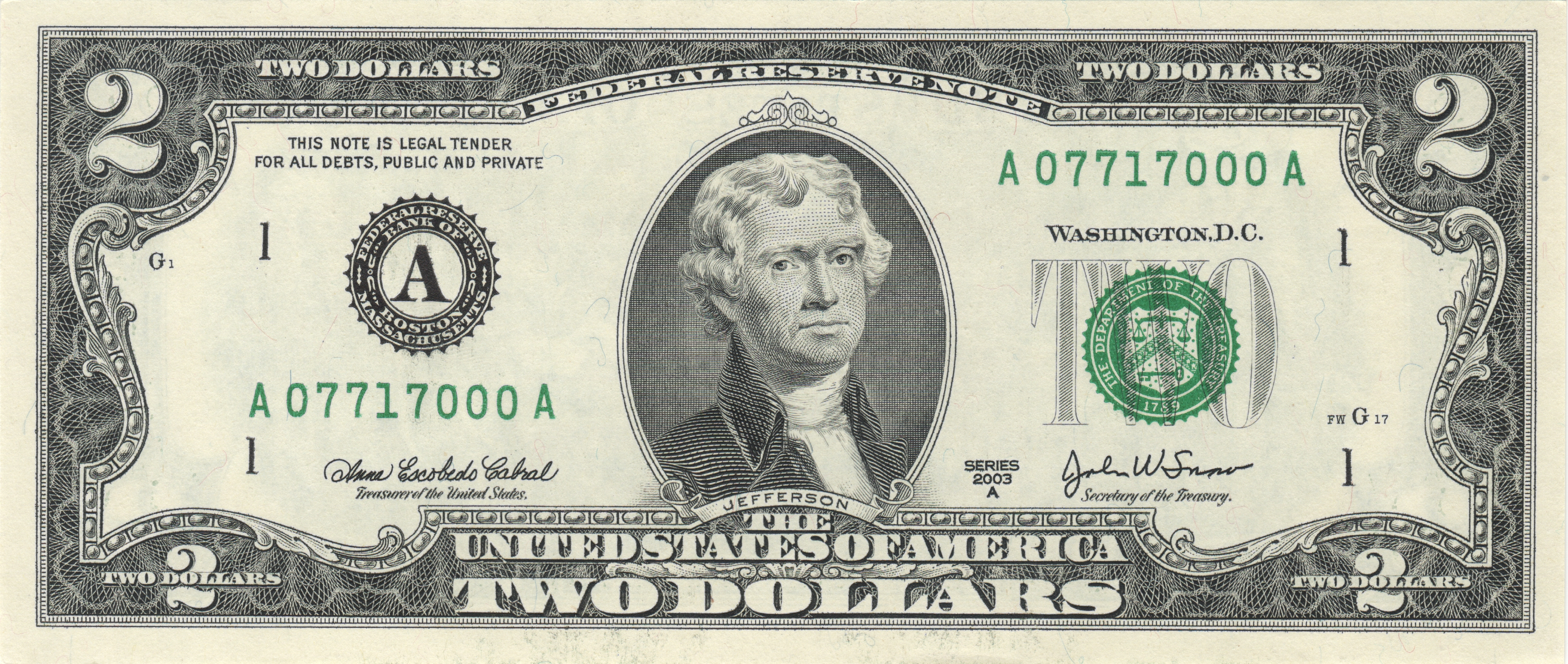
2 доллара 2003 года
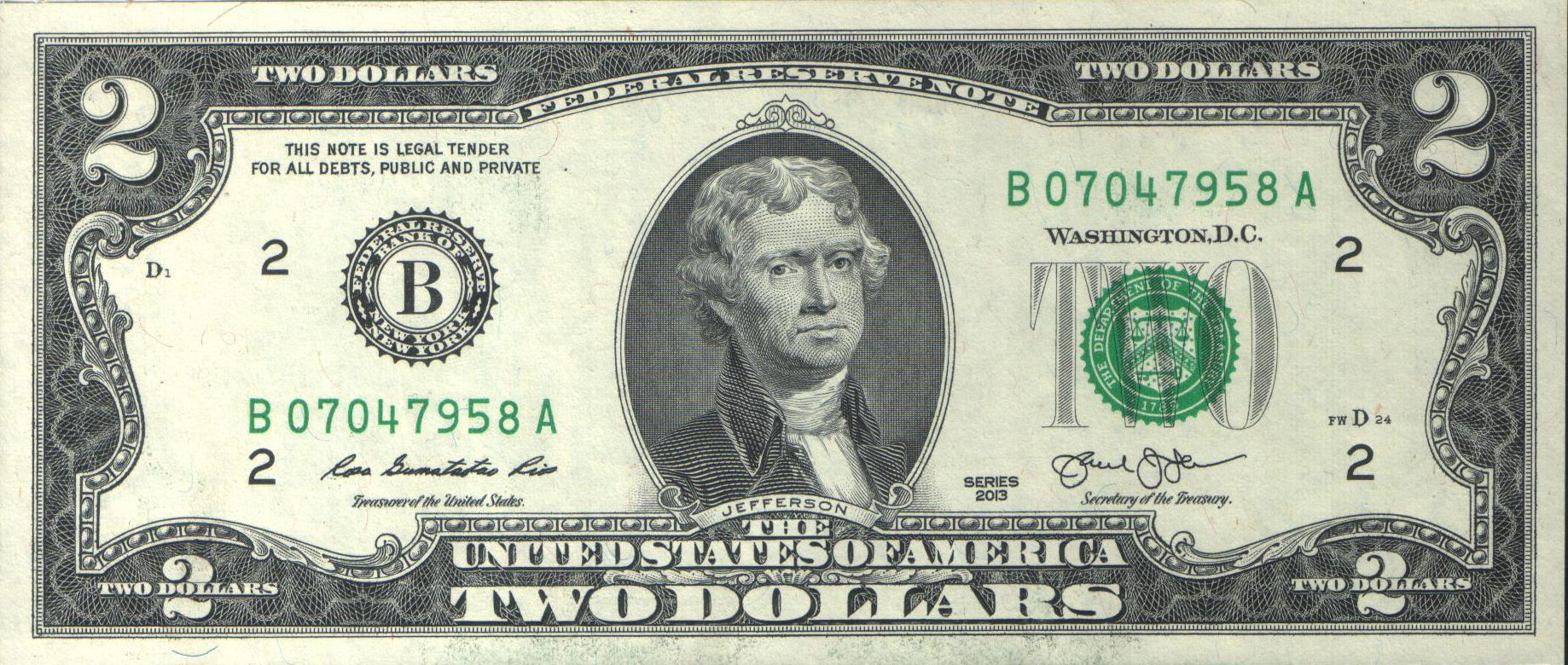
2 доллара 2013 года